# Stella Young
Stella Jane Young (née le 24 février 1982 et décédée le 6 décembre 2014) est une comédienne, journaliste et militante australienne des droits des personnes handicapées,.

## Biographie

### Jeunesse et études
Young voit le jour en 1982 à Stawell, Victoria. Elle naît avec une ostéogenèse imparfaite qui l'amène à utiliser un fauteuil roulant pendant la majeure partie de sa vie. Elle décrit souvent sa maladie comme le fait « d'avoir des os vraiment très douteux. » Alors que les médecins prédisent à ses parents qu'elle n'atteindra pas son premier anniversaire, elle apprend à utiliser un fauteuil roulant dès 3 ans et à 14 ans, elle se lance dans un audit de l'accessibilité des commerces de la rue principale de sa ville natale.
Elle quitte la maison familiale à l'âge de 17 ans pour rejoindre l'université Deakin et y faire des études de journalisme et en relations publiques, puis elle obtient également un diplôme d'études supérieures en éducation de l'université de Melbourne en 2004. Après son diplôme, elle travaille pendant un certain temps comme enseignante du secondaire,.

### Carrière

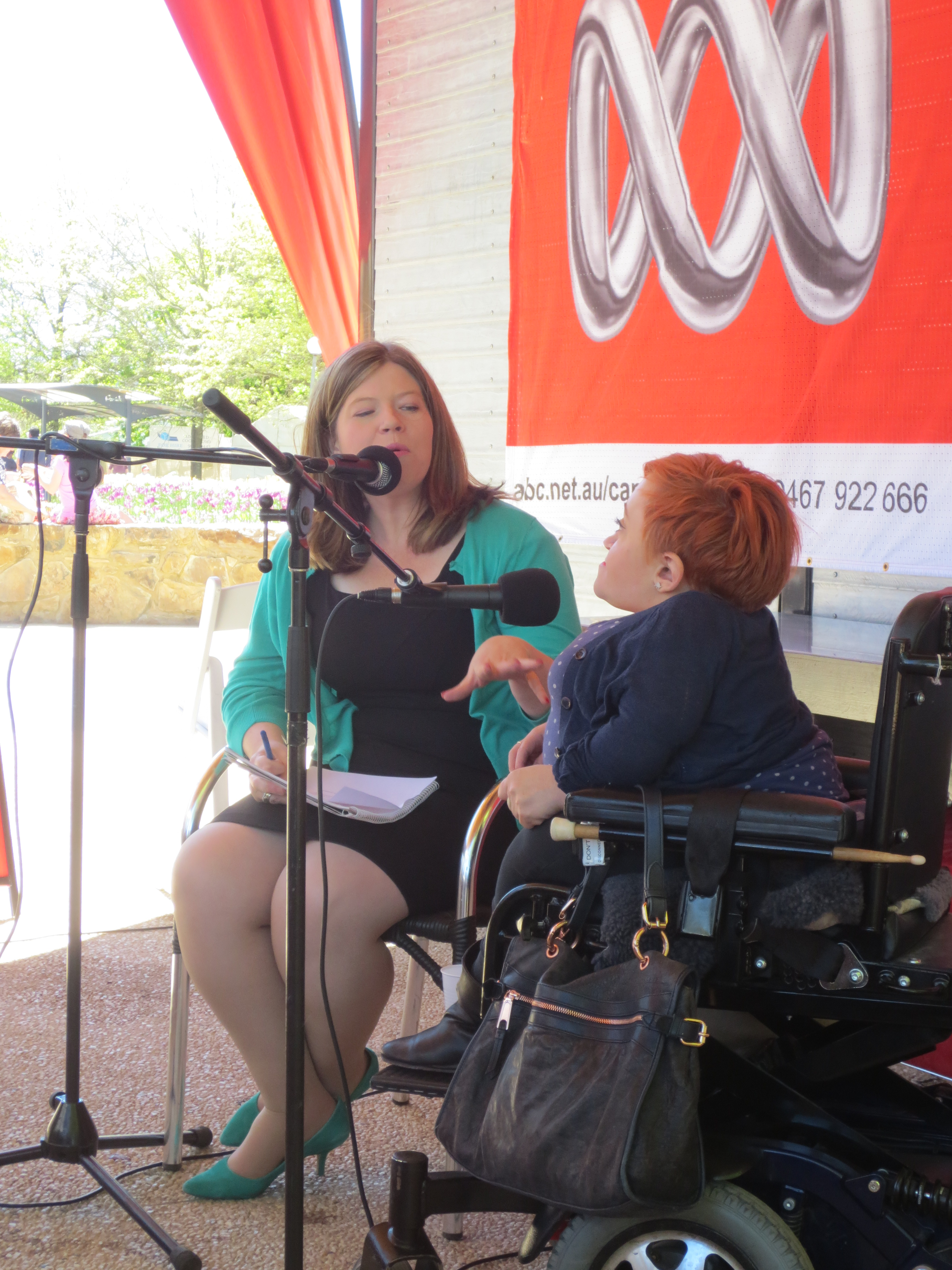
Stella Young interviewée lors d'un festival en 2013.

Young devient rédactrice en chef du magazine en ligne Ramp Up de l'Australian Broadcasting Corporation. Avant de rejoindre l'ABC, elle travaille également comme médiatrice au Melbourne Museum et anime huit saisons de No Limits, une émission sur la culture des personnes handicapées sur la chaîne de télévision communautaire australienne Channel 31.
En habituée de la scène puisqu'elle participe à plusieurs spectacles de groupe, Young fait réellement ses débuts en tant qu'humoriste solo au Melbourne International Comedy Festival 2014. Son spectacle Tales from the Crip, mis en scène par Nelly Thomas, lui vaut le prix de la meilleure nouveauté du festival.

### Activisme politique
Son action est aussi politique puisqu'elle s'engage en tant que membre des conseils d'administration du Conseil consultatif ministériel du Département des communautés de Victoria, du Conseil consultatif des personnes handicapées de Victoria, et également du Youth Disability Advocacy Service et de Women with Disabilities Victoria.

### Décès et hommages
Young est décédé subitement à Melbourne, le 6 décembre 2014, d'un anévrisme présumé.
En 2017, Young est intronisée à titre posthume au tableau d'honneur des femmes de Victoria en reconnaissance de son travail de « journaliste, comédienne, féministe et féroce militante pour les personnes handicapées ». En 2023, une statue en bronze de Young dans son fauteuil roulant par le sculpteur Danny Fraser est dévoilée dans sa ville natale de Stawell.

## Concept d'inspiration porn
Dans un éditorial de Ramp Up publié en juillet 2012, elle propose de déconstruire l'habitude de la société de transformer les personnes handicapées en inspiration porn. Ce concept, qu'elle invente, part de l'idée que les personnes handicapées sont édifiées en exemples pour les personnes valides, car elles peuvent faire certaines choses « malgré » leur handicap, au lieu d'inspirer et d'aider à faire progresser les autres personnes handicapées. Le concept connait un réel succès lors de sa conférence au TEDxSydney d'avril 2014, intitulée, Je ne suis pas votre inspiration, merci beaucoup.